# Komatsu-Nunatak
Der Komatsu-Nunatak ist ein 1840 m hoher und markanter Nunatak im ostantarktischen Viktorialand. Im westlichen Teil der Helliwell Hills in den Usarp Mountains ragt er 6 km westlich des Mount Van der Hoeven auf.
Der United States Geological Survey kartierte ihn anhand eigener Vermessungen und mithilfe von Luftaufnahmen der United States Navy aus den Jahren zwischen 1960 und 1963. Das Advisory Committee on Antarctic Names benannte ihn 1970 nach dem US-amerikanischen Biologen Stanley K. Komatsu (* 1941), der von 1966 bis 1967 und von 1967 bis 1968 im Rahmen des United States Antarctic Research Program auf der McMurdo-Station tätig war.